# Condado de Castro
El condado de Castro es uno de los 254 condados del estado estadounidense de Texas.
La sede del condado es Dimmitt, al igual que su mayor ciudad. El condado tiene un área de 2.329 km², de los cuales 3 km² están cubiertos por agua, y la población es de 8.285 habitantes. La densidad de población es de 4 hab/km² (según censo nacional de 2000). Este condado fue fundado en 1876.

## Demografía
Para el censo de 2000, había 8.285 personas, 2.761 cabezas de familia, y 2.159 familias residiendo en el condado. La densidad de población era de 9 habitantes por milla cuadrada.
La composición racial del condado era:
- 75,35% blancos
- 2,27% negros o negros americanos
- 1,17% nativos americanos
- 0,02% asiáticos
- 0,01% isleños
- 19,12% otras razas
- 2,05% de dos o más razas.

Había 2.761 cabezas de familia, de las cuales el 40,90% tenían menores de 18 años viviendo con ellas, el 65,10% eran parejas casadas viviendo juntas, el 8,70% eran mujeres cabeza de familia monoparental (sin cónyuge), y 21,80% no eran familias.
El tamaño promedio de una familia era de 3,45 miembros.
En el condado el 33,10% de la población tenía menos de 18 años, el 9,00% tenía de 18 a 24 años, el 24,30% tenía de 25 a 44, el 20,90% de 45 a 64, y el 12,70% eran mayores de 65 años. La edad promedio era de 32 años. Por cada 100 mujeres había 100,50 hombres. Por cada 100 mujeres mayores de 18 años había 98,20 hombres.

## Economía
Los ingresos medios de una cabeza de familia del condado eran de USD$30.619 y el ingreso medio familiar era de $35.422. Los hombres tenían unos ingresos medios de $25.379 frente a $20.433 de las mujeres. El ingreso per cápita del condado era de $14.457. El 15,70% de las familias y el 19,00% de la población estaban debajo de la línea de pobreza. Del total de gente en esta situación, 25,30% tenían menos de 18 y el 13,90% tenían 65 años o más.